# Convento de Servitas

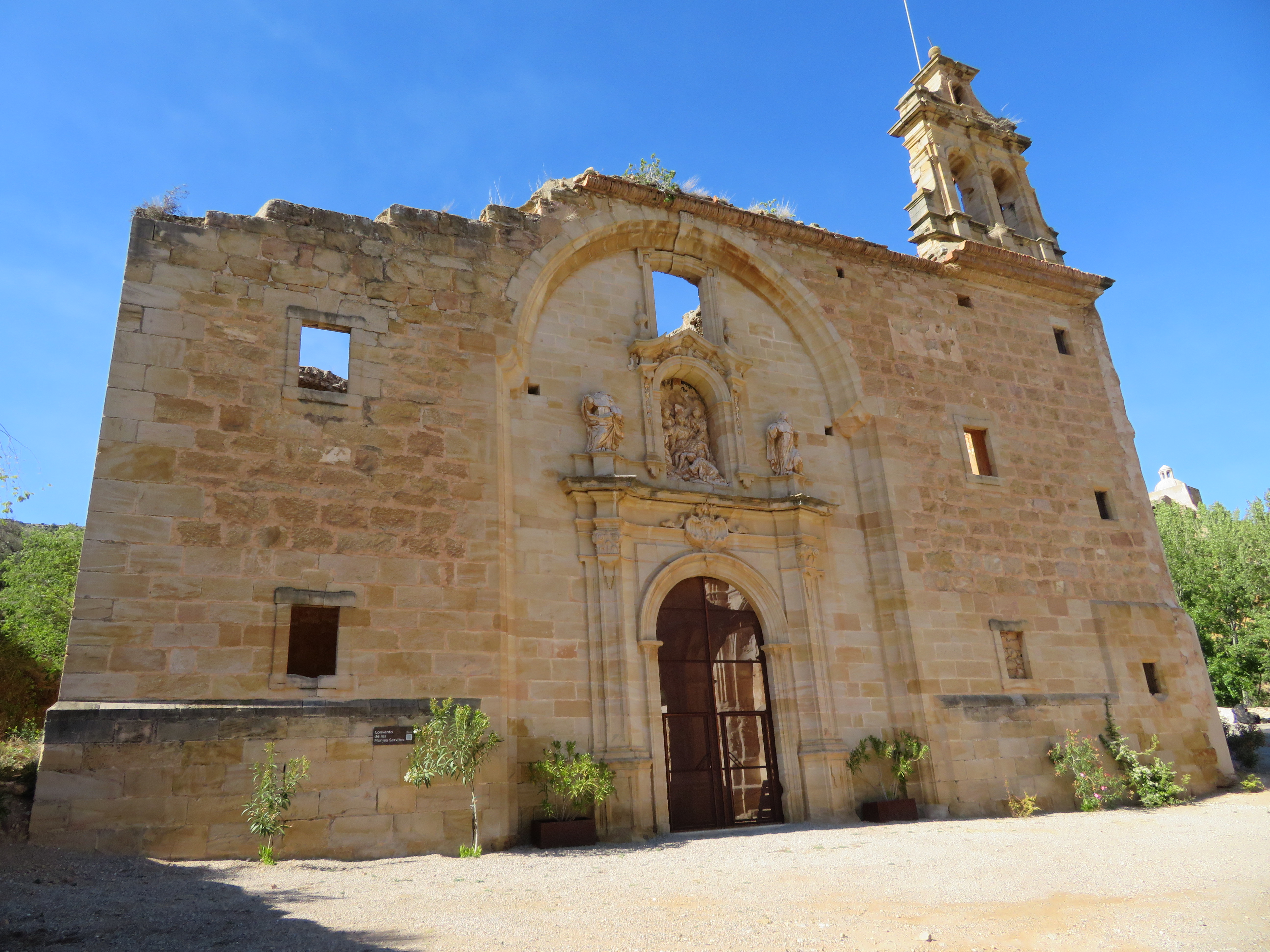
Convento Servita de Cuevas de Cañart (Teruel).

El convento de Servitas es un convento construido en el siglo XVIII, del que hoy únicamente las ruinas de su iglesia, que estaba dedicada a San Miguel, con un estilo rococó. Está ubicado en la localidad de Las Cuevas de Cañart, Teruel. Es una edificación de mampostería, posiblemente con adobe, con una planta rectangular, tres naves, con sus altares mayores y cuatro plantas totales.
Se destaca la fachada, que se encuentra a lo bajo de las naves, resultando ėsta casi intacta con respecto al resto de la construcción.  Es una obra de sillería, enmarcada por un gran arco, bajo él se sitúa la portada. Sobre el arco de medio punto está ubicado el entablamento.
Del contiguo monástico sólo se conserva el diez por ciento, de lo que pudo ser una gran extensión. Se conoce que junto a la iglesia había un gran claustro que daba acceso a las dependencias más importantes del convento: escuela, botica, portería, carpintería, refectorio y bodega.
En la escuela se impartían clases de Filosofía y Teología.

## Historia

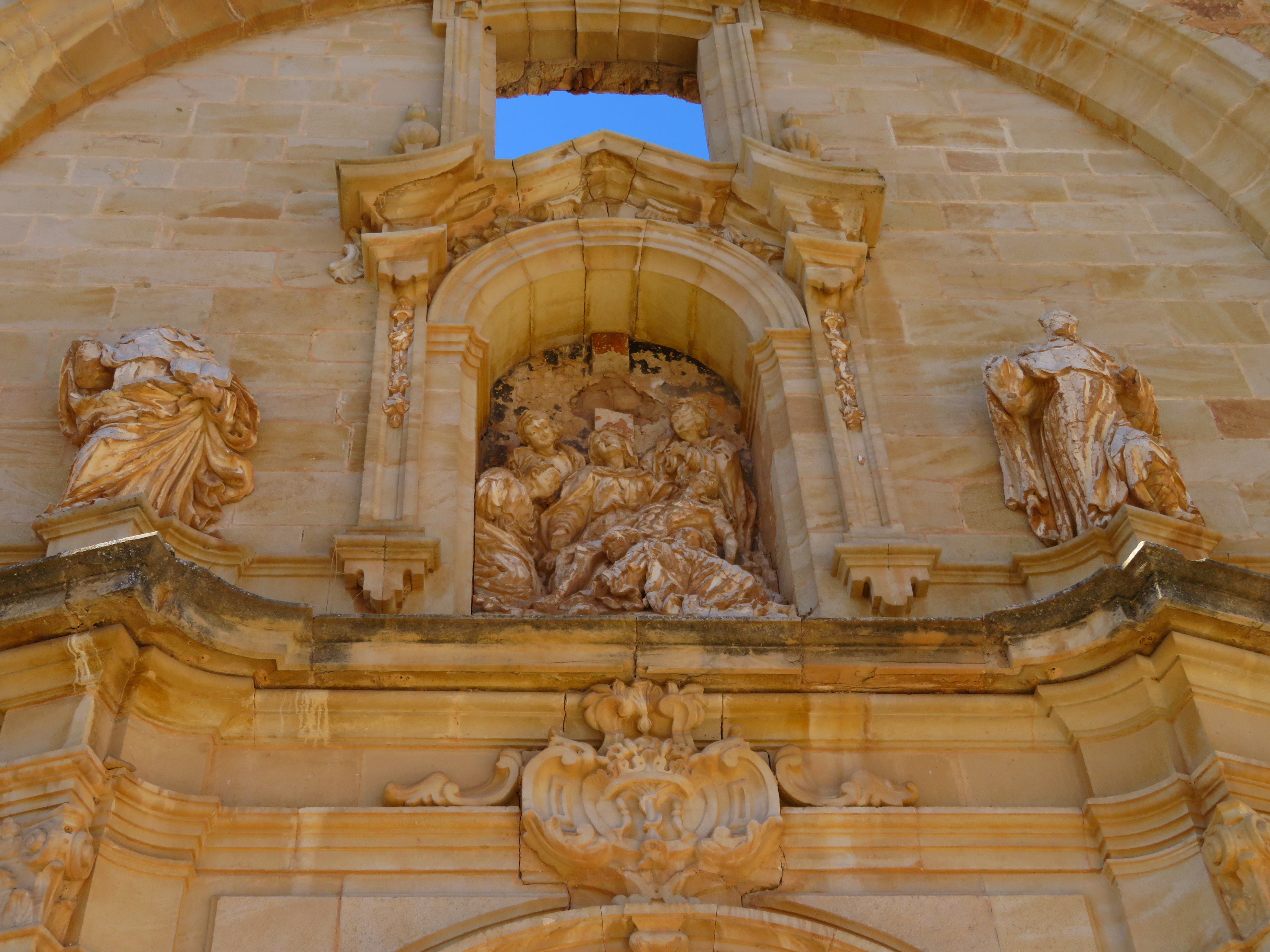
Convento Servita de Cuevas de Cañart (Teruel).

Inicialmente en 1497 cuando se fundó el convento de servitas al trasladarse monjes de esta orden a una ermita rupestre dedicada a San Miguel  en Ladruñan, en un paraje cercano a Las Cuevas de Cañart. Este convento se abandonó por la peste. Al poco tiempo, la lluvia causó el deterioro del claustro y otras dependencias. Entonces los monjes se decidieron marchar a Las Cuevas de  Cañart, en el mayo de 1727. Tanto por la Desamortización de Mendizábal y las Guerras Carlistas se provocó pérdida de bienes muebles. Estos muebles fueros trasladados a Montalbán, Castellote y Calanda, según apunta Pascual Madoz, en su Diccionario (1845-1850).
Con la exclaustración los carlistas fortificaron el convento y lo convirtieron en hospital para sus tropas. En 1840 cuando Espartero toma el Castillo de Castellote, las tropas liberales destruyen el convento para que no volviese a servir de refugio a los carlistas.